# ABC (station-service)
Pour les articles homonymes, voir ABC.
ABC est une chaîne de stations-service en Finlande.
ABC est une filiale du groupe S-ryhmä. 

## Présentation
En 2018, la chaîne comprend 437 stations d'essence et des stations de lavage de voitures automobiles. 
La plupart des stations de la chaîne ont un restaurant, une épicerie et d'autres magasins en plus des ventes de carburant

## Galerie

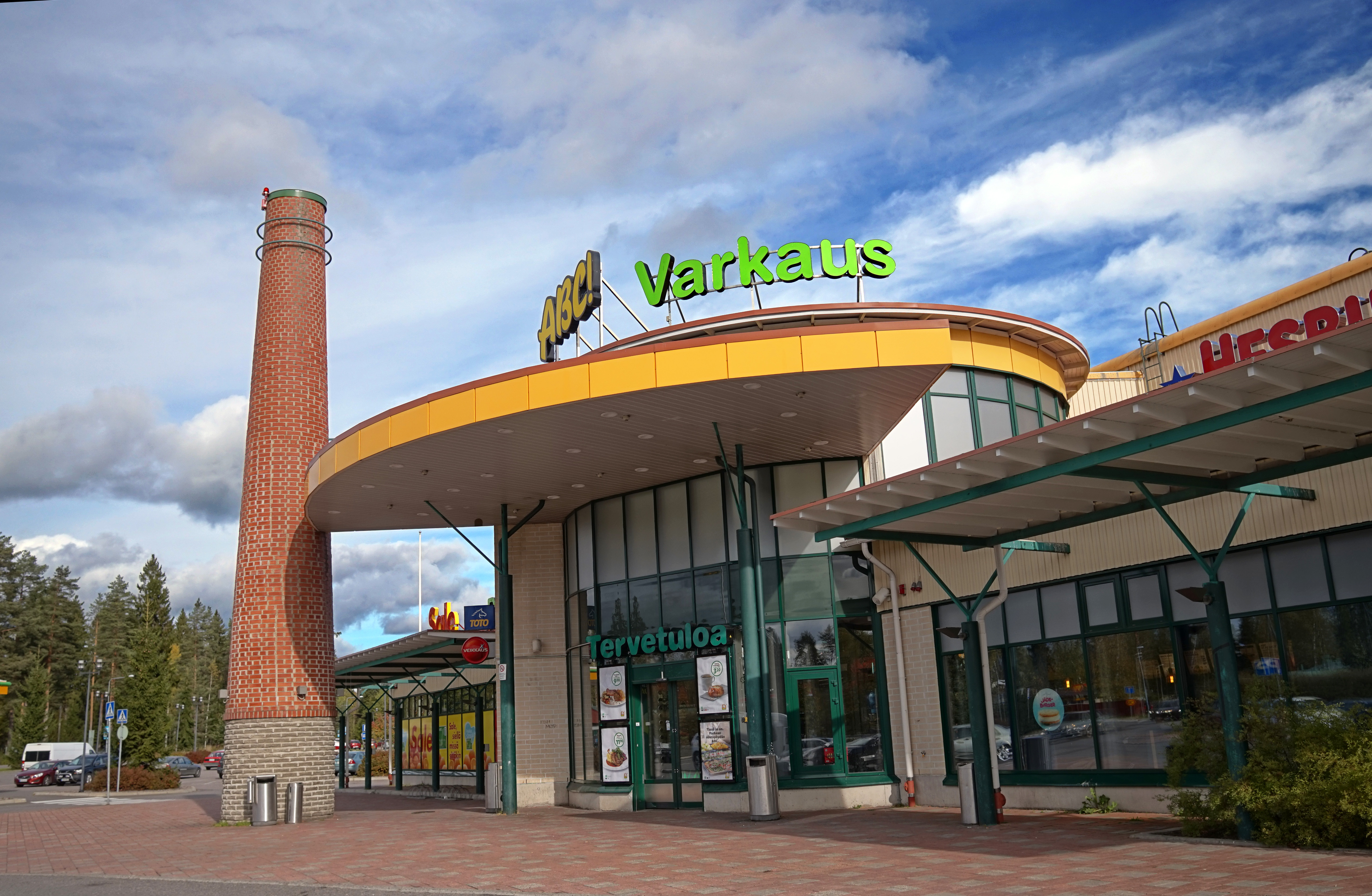
ABC de Varkaus.
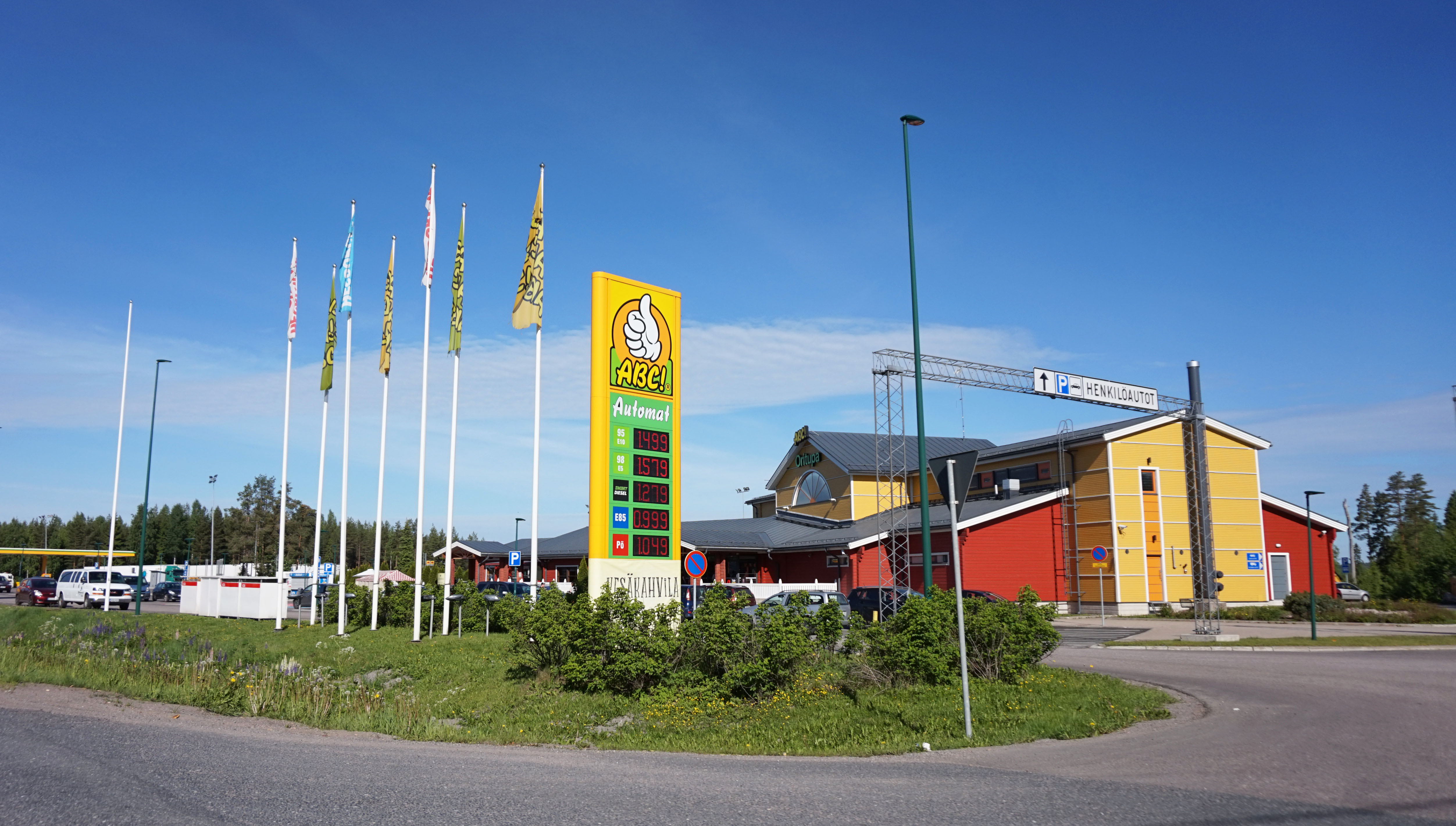
ABC à Orivesi.
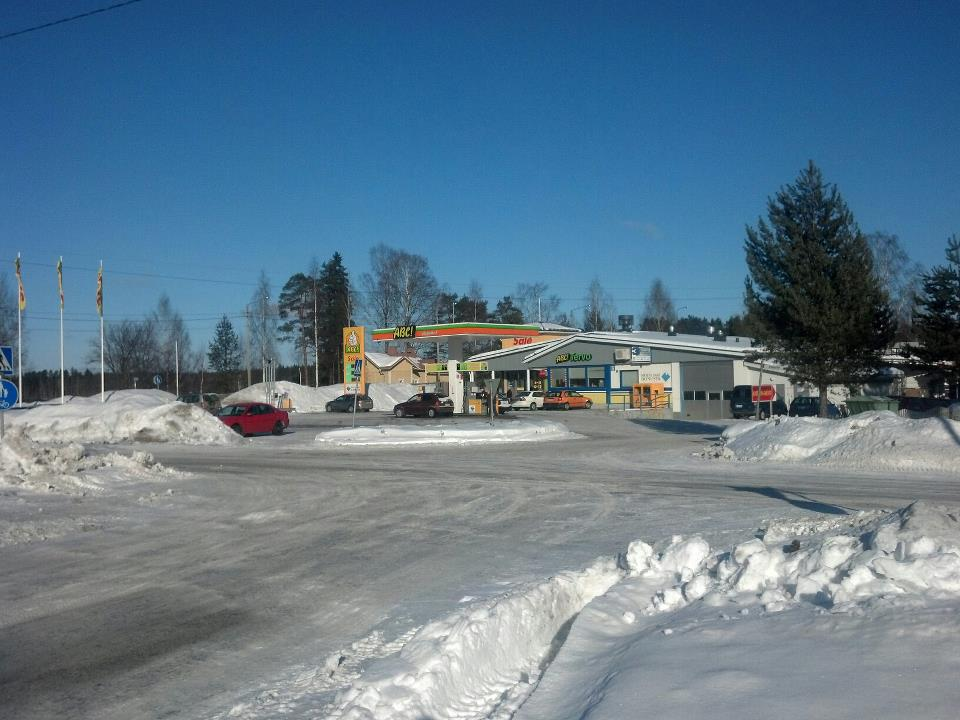
ABC à Tervo.
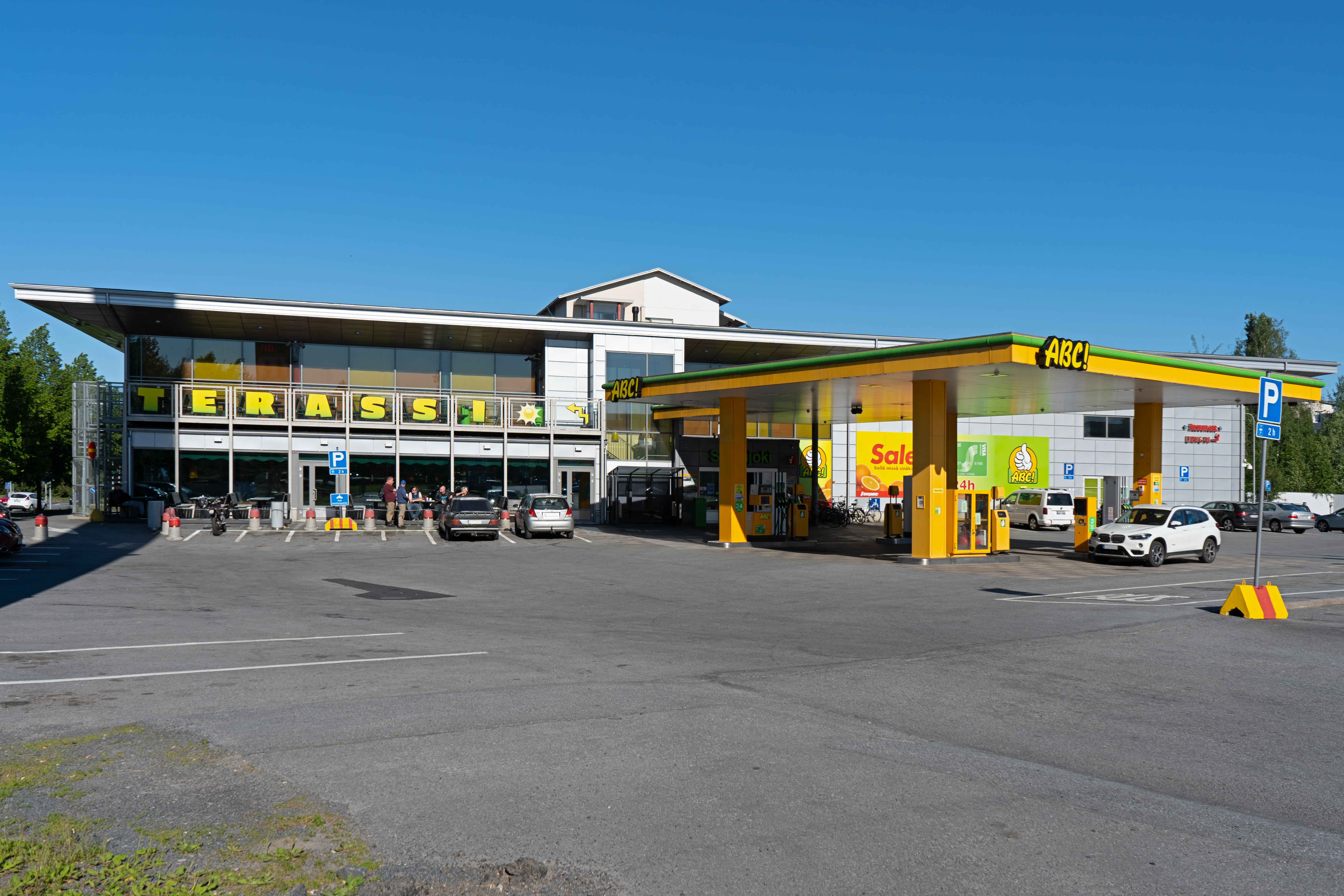
ABC de Seinäjoki.
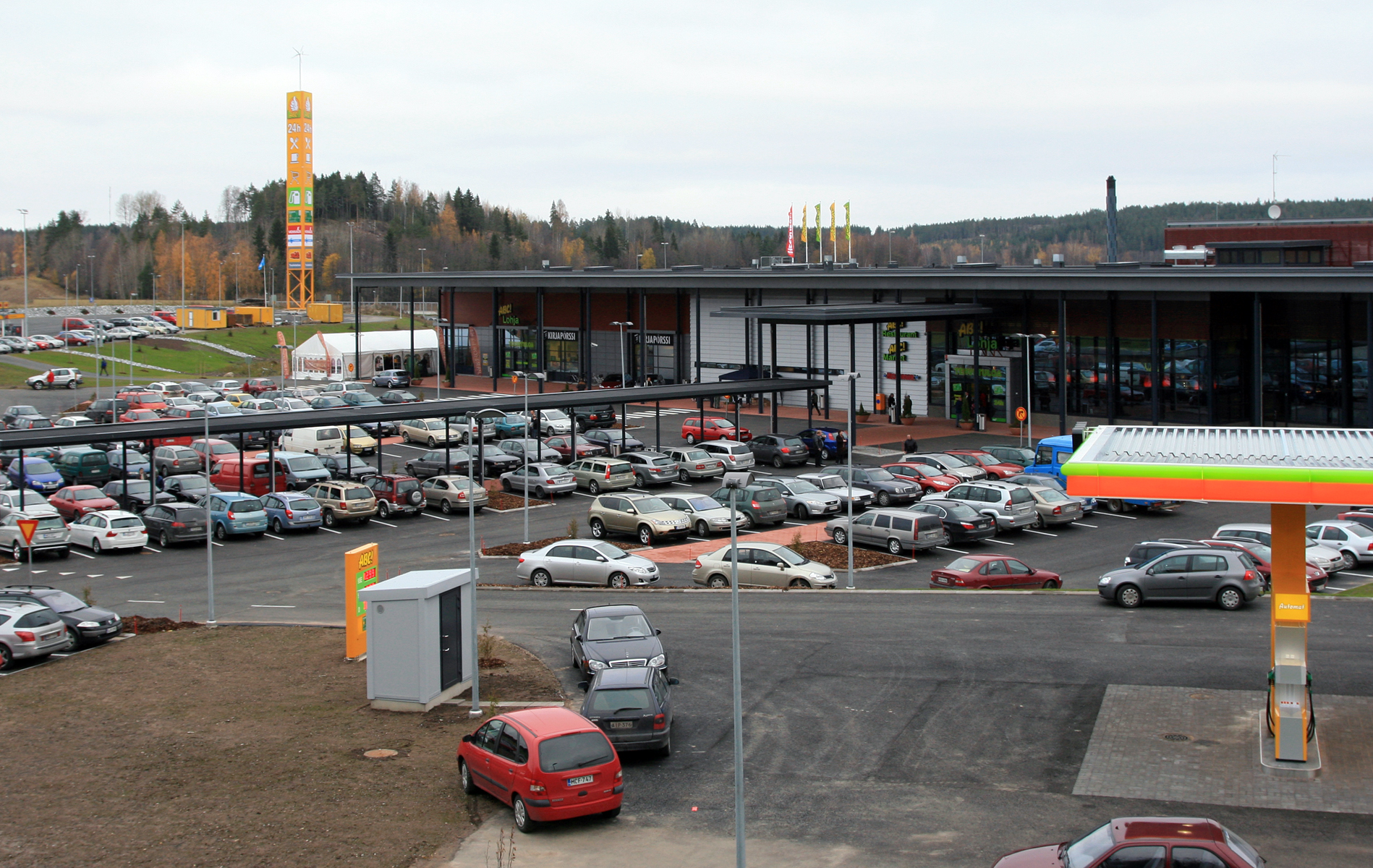
Centre commercial ABC à Lohja.
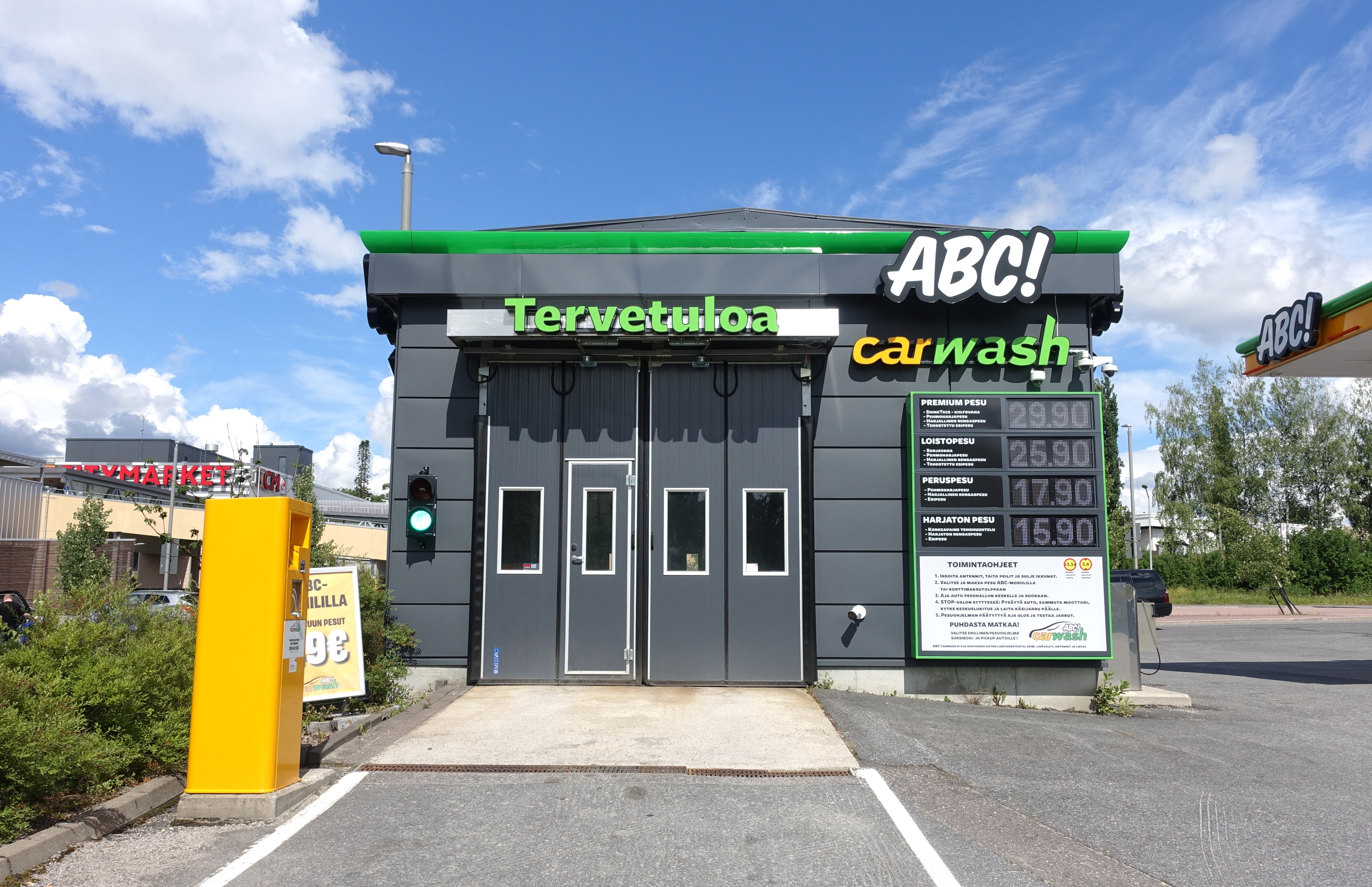
Lavage de voiture ABC